# Ръждива морска кучка
Ръждивата морска кучка (Parablennius sanguinolentus) е вид бодлоперка от семейство Blenniidae. Видът не е застрашен от изчезване.

## Разпространение и местообитание
Разпространен е в Албания, Алжир, България, Гибралтар, Грузия, Гърция, Египет, Израел, Испания, Италия, Кипър, Либия, Ливан, Малта, Мароко, Монако, Португалия, Румъния, Русия, Сирия, Словения, Тунис, Турция, Украйна, Франция, Хърватия и Черна гора.
Среща се на дълбочина около 1 m.

## Описание
На дължина достигат до 20 cm.